# 東方三博士の礼拝 (ホッサールト)
『東方三博士の礼拝』（とうほうさんはかせのれいはい、蘭: De aanbidding van de koningen、英: The Adoration of the Kings）は、初期フランドル派の画家ヤン・ホッサールト (生まれた時の名はジャン・ホッサールトで、ヤン・マブーセとしても知られる) が1510-1515年にオーク板上に油彩で制作した絵画で、「東方三博士の礼拝」を主題としている。ある。ホッサールトの名が東方三博士の1人であるバルタザールの豪華な刺繍を施した王冠と、彼のターバンを巻いた従者が着けているカラーに署名されているが、絵画は17世紀と18世紀には時折アルブレヒト・デューラーに帰属された。2010年に、研究者のエインズワース (Ainsworth) は、作品がホッサールトとヘラルト・ダヴィトの共同制作になるものだと提言した。作品はロンドン・ナショナル・ギャラリーに所蔵されている。

## 絵画
本作は、絵画史の中でも類を見ないほど豪華な「東方三博士の礼拝」である。この逸話は「マタイによる福音書」 (2章11) に記述されおり、東方から3人のマギ (東方三博士) が星を追跡してやってくると、ベツレヘムの厩に幼子イエス・キリストを見出すという出来事である。
画面中央では聖母マリアが建物の廃墟に腰かけ、幼子イエスは玉座に座るかのように聖母の膝の上に座っている。右側の東方三博士の1人であるカスパールが聖母子に金貨の入った金の盃を贈り物として捧げたところである。彼の名前は帽子の傍らにある盃の蓋と、聖母の衣服の裾近くに置かれた金色の杖に刻まれている。カスパールの頭上の柱頭には、キリストの磔刑に先立つ出来事であるイサクの犠牲の場面が表されている
カスパールの右側にはメルキオールが4人の従者に付き添われ、贈り物 (乳香の入った金色の容器) を高く掲げて立っている。左側ではバルタザールが3人の従者に付き添われており、彼の名前は王冠の上部周囲に記されている。彼は祭壇の前の司祭のように布を隔てて貴重な贈り物 (没薬の入った金色の容器で、裸の赤ん坊の像で装飾されている) ) を持っているが、布の縁には「サルヴェ・レジーナ」という聖母讃歌の「幸あれ、天后よ、慈悲、命、優しさの母よ…」という初めの部分が刺繍されている。
6人の羊飼い、ロバ、牛が背後から様子を見ている。左側の柱の後ろには白い髭を生やした聖ヨセフが上空を舞う天使たちを見ている。彼の明るい赤色の衣服は聖母マリアの伝統的な藍色の衣服と対照的である。左端では、異国情緒ある身なりをした他の2人の従者が窓から情景を見ている。また、おそらくホッサールトの自画像と思われる人物が牡牛の背後の狭い扉口からこちらを覗いている。
9人の天使たち (おそらく天使の9つの位階を表している) が廃墟となった建物から見下ろしつつイエスを礼拝している。1人は「グロリア・イン・エクチェルシス・デオ」という文字の書かれた巻物を持っている。カスパールの真後ろには2人の羊飼いがおり、1人は楽器をもち、もう1人は麦わら帽子と羊の群れを統御する道具を持っている。遠景には、同じ羊飼いたちが天使からキリスト誕生の知らせを受けているのが見える。「ルカによる福音書」 (2章8-18) にある通り、東方三博士のように彼らも幼子イエスを礼拝しにきたのである。三位一体の聖霊を象徴するハトが上空を飛び、画面上部には東方三博士を導いてきたベツレヘムの星が明るく輝いている。

## 技術的詳細と構図
絵画は縦に並べられた6枚のオーク材の板上に描かれており、縦117.2センチ、横161.8センチである。絵具は、動物の膠と混合されたチョーク地と、わずかな鉛錫黄と混合された鉛白の薄いプライマーの上に塗られている。多くの下絵がなされており、絵具が透明になっている部分で見える。数々の細部がすでに彩色された箇所に後に加えられている。それらは、左端の窓辺にいる2人の人物、牡牛とロバ、ロバの後ろの2人の羊飼い、遠景の羊飼い、聖ヨセフの杖、カスパールのゴブレットの蓋である。
ホッサールトの構図にはいくつかの典拠がある。主に触発されているのは、フーゴー・ファン・デル・グースの『モンフォルテ祭壇画』 (ベルリン絵画館) である。『モンフォルテ祭壇画』は、豪華な身なりの聖母マリアと東方の三博士を従者、見物者たちとともに建築物の廃墟に配置しており、背後には風景があり、上空には天使がいる。2匹の犬が多くの壊れたタイルのある前景の床にいるが、1匹はデューラーのエングレービング『聖エウスタキウス』から採られ、もう1匹はマルティン・ショーンガウアーのエングレービング『東方三博士の礼拝』から採られている。他の要素もまた、ショーンガウアーとデューラーの他の版画から借用されている。

## ギャラリー

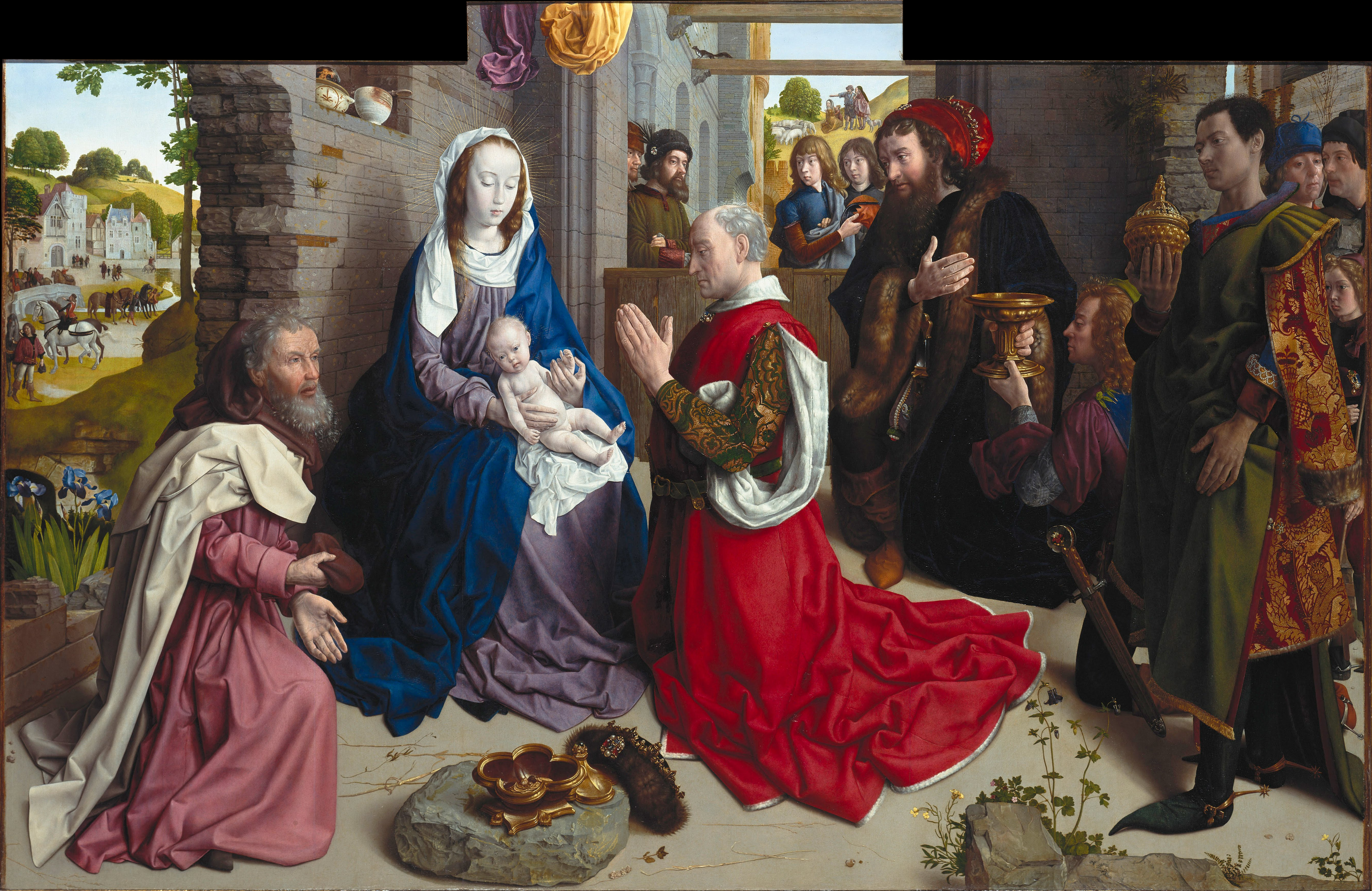
フーゴー・ファン・デル・グース『モンフォルテ祭壇画』 (ベルリン絵画館)
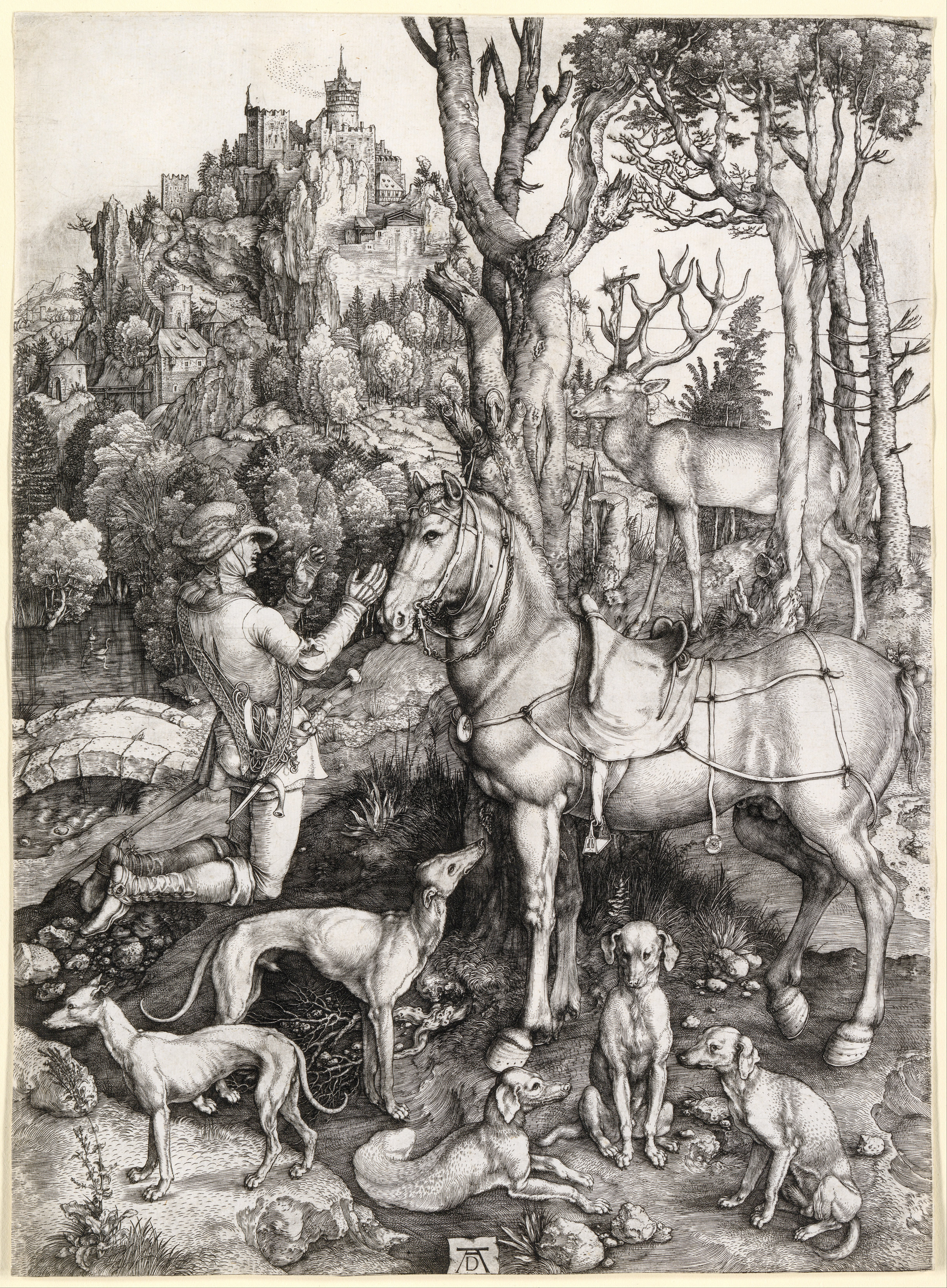
アルブレヒト・デューラーのエングレービング『聖エウスタキウス』
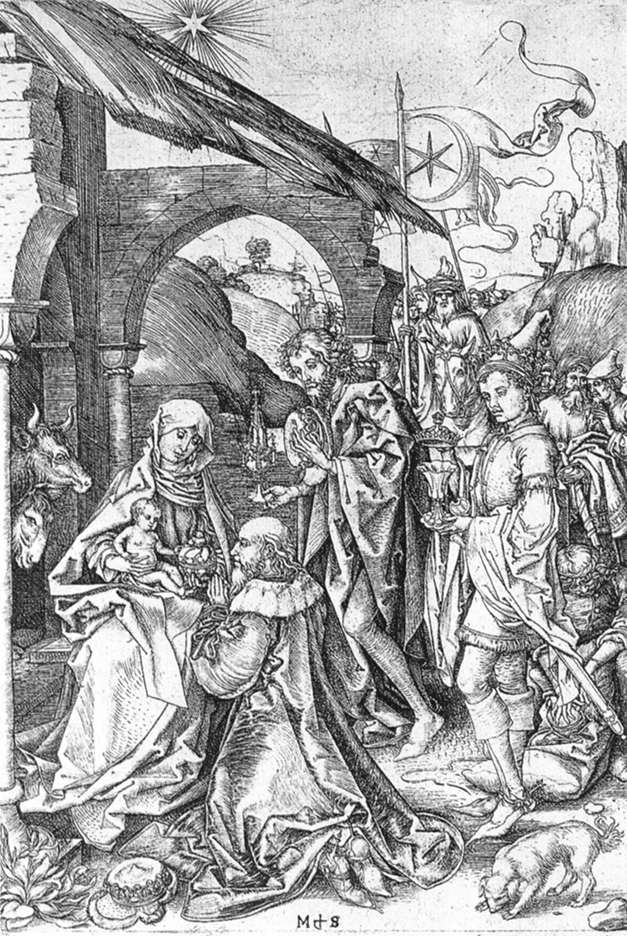
マルティン・ショーンガウアーのエングレービング『東方三博士の礼拝』

## 歴史
この絵画は、ホッサールトがイタリアに旅立つ前の1510-1515年の間に、ブルラーレ (Boelare) の領主であったダニエル・ファン・ブホウト (Daniel van Boechout) のために制作したと思われる。この時期に画家はユトレヒトの司教であったブルゴーニュのフィリップに仕えていたが、ブホウトはフィリップと密接な関係があったのである。絵画は、ヘントの南で、ブリュッセルの西の東部フランドルの町ヘラールトスベルヘンにあるベネディクト会派聖ハドリアヌス修道院の聖母マリア礼拝堂の祭壇画として委嘱された。1600年に、この修道院で絵画は初めて歴史的記録に残されている。
1600年、ネーデルラントを支配していたハプスブルク家の統治者アルブレヒト・フォン・エスターライヒとその妻イサベルの目に留まり、翌年、夫妻により購入された。彼らは絵画に2,100ポンドを支払い、絵画をブリュッセルにあった彼らの宮殿内の礼拝堂祭壇画として移した。宮殿は1731年2月の火災で焼失したが、礼拝堂とその中にあったものは無事であった。礼拝堂は1770年代に取り壊されたものの、絵画はオーストリア領ネーデルラントの知事カール・アレクサンダー・フォン・ロートリンゲンにより移動済みであった。1781年のカールの死後、絵画は、ブリュッセルとブラバント州の年金受給者エマニュエル＝マリー・ド・コック (Emmanuel-Marie de Cock) に売却された。
1787年に、本作と思われる絵画がロンドンにもたらされ、翌年、ジョン・グリーンウッドにより開催されたロンドンの競売で売却された。1795年に画商のマイケル・ブライアンの所有となった後、第5代カーライル伯フレデリック・ハワードに売却され、ハワード城に展示された。1884年、ウィリアム・モリルにより修復され、ネイワース城に移された。
第9代カーライル伯ジョージ・ハワードは、30年以上ロンドンのナショナル・ギャラリーの理事を務めていたが、1911年の死の直前に絵画をナショナル・ギャラリーに売却することを申し出た。彼の未亡人は彼の意志を尊重し、1911年の遅い時期にナショナル・ギャラリーは絵画を40,000ポンドで購入した。